# Polom (Słowenia)
Polom – wieś w Słowenii, w gminie Kočevje. W 2018 roku liczyła 52 mieszkańców.